# پالو ورد (کالیفرنیا)
پالو ورد (به انگلیسی: Palo Verde) یک منطقهٔ مسکونی در ایالات متحده آمریکا است که در شهرستان ایمپریال، کالیفرنیا واقع شده‌است. پالو ورد ۱٫۵۳۰ کیلومتر مربع مساحت و ۱۷۱ نفر جمعیت دارد و ۷۱ متر بالاتر از سطح دریا واقع شده‌است.